# SpaceX Axiom Space-4
Axiom Space-4 (AX-4 ou Ax-4) est une mission spatiale habitée du vaisseau Crew Dragon de la société américaine SpaceX vers la Station spatiale internationale (ISS), exploitée par SpaceX pour le compte d'Axiom Space. Le lancement prévu le 11 juin 2025 est repoussé en raison de la découverte d’une fuite d’oxygène liquide dans la Falcon 9 ainsi qu’une fuite dans l’ISS, au niveau du module zvezda. L'essai de décollage suivant a lieu le 25 juin 2025 avec succès.
L'équipage comprend quatre astronautes et deux astronautes de réserve. Il inclut un astronaute de l'Agence spatiale indienne ISRO, un astronaute hongrois et un astronaute polonais de l'Agence spatiale européenne.
Le segment ESA de la mission a été nommé Ignis.

## Équipage
- Commandant : Peggy Whitson (5),  États-Unis
- Pilote : Shubhanshu Shukla (1),  Inde
- Spécialiste de mission 1 : Sławosz Uznański-Wiśniewski (1),  Pologne
- Spécialiste de mission 2 : Tibor Kapu (1),  Hongrie

Le chiffre entre parenthèses indique le nombre de vols spatiaux effectués par l'astronaute, SpaceX Axiom Space-4 inclus.

### Équipage de réserve
- Commandant : Michael López-Alegría (6),  États-Unis
- Pilote : Prasanth Nair (0),  Inde
- Spécialiste de mission 2 : Gyula Cserényi (0),  Hongrie

Le chiffre entre parenthèses indique le nombre de vols spatiaux effectués par l'astronaute, SpaceX Axiom Space-4 non inclus.